# Монтаг'ю Тауншип (Нью-Джерсі)
Монтаг'ю Тауншип (англ. Montague Township) — селище (англ. township) в США, в окрузі Сассекс штату Нью-Джерсі. Населення — 3792 особи (2020).

## Демографія
Згідно з переписом 2010 року, у селищі мешкало 3847 осіб у 1535 домогосподарствах у складі 1045 родин. Було 1802 помешкання
Расовий склад населення:
| - 92,3 % — білих - 2,6 % — чорних або афроамериканців - 1,0 % — азіатів - 0,2 % — корінних американців - 1,5 % — осіб інших рас |

До двох чи більше рас належало 2,3 %. Частка іспаномовних становила 6,4 % від усіх жителів.
За віковим діапазоном населення розподілялося таким чином: 22,8 % — особи молодші 18 років, 63,3 % — особи у віці 18—64 років, 13,9 % — особи у віці 65 років та старші. Медіана віку мешканця становила 42,3 року. На 100 осіб жіночої статі у селищі припадало 100,8 чоловіків;  на 100 жінок у віці від 18 років та старших — 100,2 чоловіків також старших 18 років.
Середній дохід на одне домашнє господарство  становив 70 466 доларів США (медіана — 57 150), а середній дохід на одну сім'ю — 82 544 долари (медіана — 84 107). Медіана доходів становила 47 500 доларів для чоловіків та 42 208 доларів для жінок. За межею бідності перебувало 10,8 % осіб, у тому числі 19,8 % дітей у віці до 18 років та 8,6 % осіб у віці 65 років та старших.
Цивільне працевлаштоване населення становило 1847 осіб. Основні галузі зайнятості: освіта, охорона здоров'я та соціальна допомога — 21,4 %, роздрібна торгівля — 14,6 %, будівництво — 10,6 %, виробництво — 9,6 %.